# ۱۱۵۳ (خورشیدی)
۱۱۵۳ هزار و صد و پنجاه و سومین سال هجری خورشیدی است.